# دوري أبطال إفريقيا 2013
دوري أبطال أفريقيا 2013 (تعرف أيضا دوري أبطال أفريقيا أورانج 2013 لأسباب الرعاية) كانت النسخة التاسعة والأربعون من بطولة كرة القدم اللأهم على صعيد اللأندية التي ينظمها الاتحاد الأفريقي لكرة القدم (CAF)، والنسخة السابعة عشر من شكلها الجديد دوري أبطال أفريقيا. الفائز شارك في كأس العالم للأندية لكرة القدم 2013، ولعب في كأس السوبر الأفريقي 2014.

## تخصيص الفرق لكل اتحاد
نظرياً، قد يصل عدد الاتحادات الأعضاء المشاركة في الكاف إلى 55 في مسابقة دوري أبطال أفريقيا 2013، على أن تكون الاتحادات الإثني عشرة الأفضل وفقاً لتصنيف الكاف الممتد لخمس سنوات مؤهلة لاشراك فريقين في البطولة. بالسنة لبطولة هذه السنة، يستخدم الكاف التصنيف السنوي المخصص من 2007–2011. نتيجة لذلك، الحد الأقسى لعدد الفرق التي من الممكن أن تدخل المسابقة هو 67 – على الرغم من أنه لم يتم اجتياز هذا الرقم من قبل.

### نظام التصنيف
يحتسب الكاف نقاط كل اتحاد استناداً إلى أداء أنديتهم لمدة 5 سنوات في دوري أبطال أفريقيا وكأس الاتحاد الأفريقي لكرة القدم، ولا يؤخذ بعين الاعتبار أدائهم في العام الحالي. معايير الحصول على نقاط كالآتي:
|                            | دوري أبطال أفريقيا | كأس الاتحاد الأفريقي لكرة القدم |
| -------------------------- | ------------------ | ------------------------------- |
| الفائز                     | 5 نقاط             | 4 نقاط                          |
| الوصيف                     | 4 نقاط             | 3 نقاط                          |
| الخاسر في نصف النهائي      | 3 نقاط             | نقطين                           |
| المركز الثالث في المجموعات | نقطتين             | نقطة واحدة                      |
| المركز الرابع في المجموعات | نقطة واحدة         | نقطة واحدة                      |

يتم مضاعفة النقاط وفقا لمعامل السنة كالتالي:
- 2011 – 5
- 2010 – 4
- 2009 – 3
- 2008 – 2
- 2007 – 1

### قائمة المشاركين
تظهر في الأدنى قائمة المشاركين بالمسابقة. البلدان تظهر وفقاً لتصنيف الاتحادات الأعضاء في الكاف والذي يمتد لخمس سنوات وذالك من 2007–2011 – ويبين عدد النقاط والمراكز للاتحادات التي تتفوق في التصنيف استناداً لنتائجهم في البطولات الماضية. الفرق الثلاثة عشر التي تملك التصنيف الأفضل (تظهر بالخط العريض) تم اعفائها من خوض الدور الأول التأهيلي.
| الاتحاد                                                                           | النادي                                      | طريقة التأهل                                                |
| الاتحادات التي تملك مقعدين (مصنفين من 1-12)                                       | الاتحادات التي تملك مقعدين (مصنفين من 1-12) | الاتحادات التي تملك مقعدين (مصنفين من 1-12)                 |
| --------------------------------------------------------------------------------- | ------------------------------------------- | ----------------------------------------------------------- |
| تونس (الأول - 100 نقطة)                                                           | الترجي الرياضي                              | بطل الرابطة التونسية المحترفة الأولى لكرة القدم 2011–12     |
| تونس (الأول - 100 نقطة)                                                           | النادي الرياضي البنزرتي                     | وصيف الرابطة التونسية المحترفة الأولى لكرة القدم 2011–12    |
| نيجيريا (الثاني - 70 نقطة)                                                        | كانو بيلارس                                 | بطل الدوري النيجيري الممتاز 2012                            |
| نيجيريا (الثاني - 70 نقطة)                                                        | إينوجو رينجرز                               | وصيف الدوري النيجيري الممتاز 2012                           |
| مصر (الثالث - 64 نقطة)                                                            | الأهلي 'ح ل                                 | بطل الدوري المصري الممتاز لكرة القدم 2010–11 لاحظ مصر       |
| مصر (الثالث - 64 نقطة)                                                            | الزمالك                                     | وصيف الدوري المصري الممتاز لكرة القدم 2010–11 لاحظ مصر      |
| المغرب (الرابع - 62 نقطة)                                                         | أتلتيكو تطوان                               | بطل الدوري المغربي للمحترفين 2011/2012                      |
| المغرب (الرابع - 62 نقطة)                                                         | نادي الفتح الرياضي                          | وصيف الدوري المغربي للمحترفين 2011/2012                     |
| جمهورية الكونغو الديمقراطية (الخامس - 49 نقطة)                                    | تي. بي. مازيمبي                             | بطل الدوري الوطني الكونغولي 2012                            |
| جمهورية الكونغو الديمقراطية (الخامس - 49 نقطة)                                    | نادي فيتا كلوب                              | وصيف الدوري الوطني الكونغولي 2012                           |
| السودان (السادس - 47 نقطة)                                                        | الهلال                                      | بطل الدوري السوداني الممتاز 2012                            |
| السودان (السادس - 47 نقطة)                                                        | المريخ                                      | وصيف الدوري السوداني الممتاز 2012                           |
| الجزائر (السابع - 43 نقطة)                                                        | وفاق سطيف                                   | بطل الرابطة الجزائرية المحترفة الأولى لكرة القدم 2011-2012  |
| الجزائر (السابع - 43 نقطة)                                                        | شبيبة بجاية                                 | وصيف الرابطة الجزائرية المحترفة الأولى لكرة القدم 2011-2012 |
| الكاميرون (الثامن - 19 نقطة)                                                      | يونيون دوالا                                | بطل الدوري الكاميروني الممتاز 2012                          |
| الكاميرون (الثامن - 19 نقطة)                                                      | كوتون سبورت                                 | وصيف الدوري الكاميروني الممتاز 2012                         |
| أنغولا (التاسع - 18 نقطة)                                                         | ريكرياتيفو دو ليبولو                        | بطل الدوري الأنغولي الممتاز 2012                            |
| أنغولا (التاسع - 18 نقطة)                                                         | أول اغسطس                                   | وصيف الدوري الأنغولي الممتاز 2012                           |
| مالي (العاشر - 18 نقطة)                                                           | دجوليبا                                     | بطل دوري الدرجة الأولى المالي 2011–12                       |
| مالي (العاشر - 18 نقطة)                                                           | الملعب المالي                               | وصيف دوري الدرجة الأولى المالي 2010–11                      |
| زيمبابوي · (الحادي عشر - 13 نقطة)                                                 | ديناموز (مشترك واحد فقط)                    | بطل دوري زيمبابوي الممتاز 2012 لاحظ زيمبابوي                |
| كوت ديفوار (=الثاني عشر - 11 نقطة)                                                | أسيك ميموسا                                 | بطل دوري كوت ديفوار الممتاز 2012                            |
| كوت ديفوار (=الثاني عشر - 11 نقطة)                                                | سيوي سبورتس                                 | وصيف دوري كوت ديفوار الممتاز 2012                           |
| الاتحادات التي تملك مقعد (عدد نقاط أقل من الاتحادات الإثني عشرة الأعضاء في الكاف) |                                             |                                                             |
| ليبيا (ا=الثاني عشر - 11 نقطة)                                                    | الاتحاد                                     | بطل دوري الدرجة الأولى في ليبيا 2009-10 لاحظ ليبيا          |
| زامبيا (الرابع عشر - 10 نقطة)†                                                    | نادي زاناكو                                 | بطل الدوري الزامبي الممتاز 2011                             |
| النيجر (الخامس عشر - 4 نقطة)                                                      | أولمبي نيامي                                | فائز الدوري النيجر الممتاز 2011-12                          |
| غانا (السادس عشر - 2 نقاط)                                                        | أشانتي كوتوكو                               | بطل دوري الغيني الممتاز 2011–12                             |
| جنوب أفريقيا (السابع عشر - 1 نقطة)                                                | أورلاندو بايرتس                             | بطل دوري جنوب أفريقيا الممتاز لكرة القدم 2011–12            |
| بنين                                                                              | نادي أسباك                                  | بطل دوري بنين الممتاز 2011–12                               |
| بوتسوانا                                                                          | موشودي سنتر شيفس                            | بطل دوري بوتسوانا الممتاز 2011–12                           |
| بوركينا فاسو                                                                      | أسفا ينينغا                                 | بطل دوري بوركينا فاسو الممتاز 2012                          |
| بوروندي                                                                           | فيتال أو                                    | بطل دوري بوروندي الممتاز 2011-12                            |
| جمهورية أفريقيا الوسطى                                                            | أولمبي ريال بانغي                           | بطل دوري جمهورية أفريقيا الوسطى الممتاز 2012                |
| تشاد                                                                              | نادي غزال                                   | بطل دوري تشاد الممتاز 2012                                  |
| جزر القمر                                                                         | نادي جبل                                    | بطل دوري جزر القمر الممتاز 2012                             |
| الكونغو                                                                           | ليوبارد                                     | بطل دوري الكونغو الممتاز 2012                               |
| غينيا الاستوائية                                                                  | نادي ديبورتيفو إيلا نغيما                   | بطل دوري غينيا الاستوائية الممتاز 2012                      |
| إثيوبيا                                                                           | سانت جورج                                   | بطل الدوري الإثيوبي الممتاز 2011–12                         |
| الغابون                                                                           | أكاديمية مونانا                             | بطل بطولة الغابون الوطنية 2011–12                           |
| غامبيا                                                                            | ريال بانجول                                 | بطل دوري الدرجة الأولى الجامبي 2012                         |
| غينيا                                                                             | نادي هورويا                                 | بطل بطولة غينيا الوطنية 2012                                |
| كينيا                                                                             | نادي توسكر                                  | بطل الدوري الكيني الممتاز 2012                              |
| ليسوتو                                                                            | خدمات ليسوتو التصحيحية                      | بطل بطولة ليسوتو الوطنية 2011–12                            |
| ليبيريا                                                                           | ليسكر                                       | بطل الدوري الليبيري الممتاز 2011–12                         |
| مدغشقر                                                                            | جمعية أديما                                 | بطل دوري مدغشقر للأبطال 2012                                |
| موزمبيق                                                                           | ماكساكيني                                   | بطل الدوري الموزمبيقي 2012                                  |
| رواندا                                                                            | الجيش                                       | بطل الدوري الرواندي الممتاز 2011–12                         |
| ساو تومي وبرينسيبي                                                                | [سبورتينغ                                   | بطل دوري ساو تومي وبرينسيبي الوطني 2012                     |
| السنغال                                                                           | كاسا سبورت                                  | بطل دوري السنغال الممتاز 2012                               |
| سيشيل                                                                             | سانت ميشيل يونليتد                          | بطلدوري الدرجة الأولى للسيشل 2012                           |
| سيراليون                                                                          | نادي دياموند ستارز                          | بطل دوري سيراليون الوطني الممتاز 2012                       |
| سوازيلاند                                                                         | نادي مبابان سوالوز                          | بطل الدوري السوازيلاندي الممتاز 2011–12                     |
| تنزانيا                                                                           | نادي سيمبا                                  | بطل الدوري التنزاني الممتاز 2011–12                         |
| توغو                                                                              | ديناميك التوغولي                            | بطل دوري توغو الممتاز 2011–12                               |
| أوغندا                                                                            | يو أر إي                                    | بطل دوري السوبر الأوغندي 2011–12                            |
| زنجبار                                                                            | جمهوري                                      | بطل دوري زنجبار الممتاز 2012                                |

ملاحظات
- الاتحادات التالية التي لم ترسل أي فريق للمشاركة في البطولة: الرأس الأخضر، جزر القمر، جيبوتي، إريتريا، غينيا بيساو، ملاوي، موريتانيا، موريشيوس، ناميبيا، ريونيون، الصومال، جنوب السودان.
- الفرق الغير مصنفة ليس لديها إي نقطة وبالتالي يتساوون بالمركز الثامن عشر.

مصر : كان من المفترض تمثيل كل من بطل الدوري المصري الممتاز لكرة القدم 2011–12 و وصيف الدوري المصري الممتاز لكرة القدم 2011–12 لمصر في النافسة لكن لإلغاءهما.بطل الدوري المصري الممتاز لكرة القدم 2011–12 و وصيف الدوري المصري الممتاز لكرة القدم 2011–12 تم اختيارهما لتمثيل مصر.
ليبيا : لعدم وجود أية منافسة كروية في ليبيا لموسم 2012 ،بطل وري الدرجة الأولى في ليبيا 2009-10 تم اختياره لتمثيل ليبيا.
زيمبابوي :هايلندرز، وصيف دوري زيمبابوي الممتاز 2012. لن يستطيع تمثيل زيمبابوي بسب عقوبة الإقصاء من النافسات القارية لمدة ثلاث سنوات بعد انسحابه من كأس الاتحاد الكونفدرالي الأفريقي لكرة القدم 2011 .
- ح ل – حامل اللقب

## جدول المواعيد
جدول مواعيد بطولة 2013
| المرحلة          | الجولة         | موعد القرعة                  | المواجهة الأولى | المواجهة الثانية |
| ---------------- | -------------- | ---------------------------- | --------------- | ---------------- |
| التصفيات         | الدور التمهيدي | 9 ديسمبر 2012 (القاهرة، مصر) | 15–17 فبراير    | 1–3 مارس         |
| التصفيات         | الدور الأول    | 9 ديسمبر 2012 (القاهرة، مصر) | 15–17 مارس      | 5–7 أبريل        |
| التصفيات         | الدور الثاني   | 9 ديسمبر 2012 (القاهرة، مصر) | 19–21 أبريل     | 1–5 مايو         |
| دور المجموعات    | الجولة الأولى  |                              |                 |                  |
| دور المجموعات    | الجولة الثانية |                              |                 |                  |
| دور المجموعات    | الجولة الثالثة |                              |                 |                  |
| دور المجموعات    | الجولة الرابعة |                              |                 |                  |
| دور المجموعات    | الجولة الخامسة |                              |                 |                  |
| دور المجموعات    | الجولة السادسة |                              |                 |                  |
| دور خروج المغلوب | نصف النهائي    |                              |                 |                  |
| دور خروج المغلوب | النهائي        |                              |                 |                  |

## الأدوار التأهيلية
تم الإعلان عن مباريات أدوار التصفيات التمهيدي والأول والثاني يوم 9 ديسمبر 2012.
يحسم فائزي المواجهات عن طريق مبارتين، حيث تستخدم الأهداف في كلا المبارتين لتحديد الفائز. إذا كان الفريقين متعادلين بالنتيجة الاجمالية بعد المواجهة الثانبة بينهما، سيتم تطبيق قانون الأهداف خارج القواعد، وإذا لا زال التعادل سيد الموقع، سيلجأ الفريقين مباشرة إلى ركلات الترجيح (لا يتم لعب وقت إضافي).

### الدور التمهيدي
| الفريق الأول            | إجم.        | الفريق الثاني                   | مباراة الذهاب | مباراة الإياب |
| ----------------------- | ----------- | ------------------------------- | ------------- | ------------- |
| الزمالك                 | 7–0         | جازيل                           | 7–0           | 0–0           |
| فيتا كلوب               | 5–1         | Dynamic Togolais                | 3–0           | 2–1           |
| Jamhuri                 | 0–8         | سانت جورج                       | 0–3           | 0–5           |
| النادي الرياضي البنزرتي | 2–1         | نادي الاتحاد                    | 1–1           | 1–0           |
| ديناموز                 | 3–1         | خدمات ليسوتو التصحيحية          | 3–0           | 0–1           |
| نادي سان ميشيل السيشيلي | 1–7         | توسكر                           | 1–4           | 0–3           |
| زاناكو                  | 3–2         | إمبابان سوالوز                  | 3–2           | 0–0           |
| أورلاندو بيراتس         | 9–0         | Djabal Club ‏                    | 5–0           | 4–0           |
| نادي ماشاكويني ‏         | 0–2         | موتشودي سنتر تشيفز              | 0–1           | 0–1           |
| الجيش الوطني الرواندي   | 2–2 (خ)     | فيتال أو                        | 1–2           | 1–0           |
| إينوغو رينجرز           | w/o[A]      | Sporting Clube do Príncipe      | —             | —             |
| سيمبا                   | 0–5         | ريكرياتيفو ديسبورتيفو دو ليبولو | 0–1           | 0–4           |
| شبيبة بجاية             | 3–0         | Olympic Niamey ‏                 | 3–0           | 0–0           |
| أشانتي كوتوكو           | 8–0         | ديبورتيفو إيلا نغيما            | 7–0           | 1–0           |
| بريميرو دي أغوستو       | 4–3         | نادي أديما                      | 4–2           | 0–1           |
| الفتح الرياضي           | 2–2 (خ)     | Real de Banjul ‏                 | 1–0           | 1–2           |
| يونيون دوالا            | 3–1         | مؤسسة سفينة ليبيريا للتسجيل     | 2–1           | 1–0           |
| هورويا                  | 0–3         | سيوي سبورت                      | 0–0           | 0–3           |
| أفاد دجيكانو            | 6–2         | دياموند ستارز                   | 5–1           | 1–1           |
| القطن                   | 0–0 (4–3 ر) | سلطة أوغندا للدخل               | 0–0           | 0–0           |
| المغرب التطواني         | 1–1 (1–3 ر) | كاسا سبورت                      | 1–0           | 0–1           |
| كانو بيلارس             | 5–1         | أولمبيك ريال بانغي              | 5–1           | 0–0           |
| إيه سي ليوباردز         | 2–1         | سي إف مونانا                    | 2–0           | 0–1           |
| ASPAC                   | 2–2 (4–5 ر) | أسفا ينينغا                     | 1–1           | 1–1           |

### الدور الأول[5]
| الفريق الأول                    | إجم.    | الفريق الثاني          | مباراة الذهاب | مباراة الإياب |
| ------------------------------- | ------- | ---------------------- | ------------- | ------------- |
| الزمالك                         | 1–0     | فيتا كلوب              | 1–0           | 0–0           |
| سانت جورج                       | 3–1     | دجوليبا                | 2–0           | 1–1           |
| النادي الرياضي البنزرتي         | 3–1     | ديناموز                | 3–0           | 0–1           |
| توسكر                           | 1–4     | الأهلي                 | 1–2           | 0–2           |
| زاناكو                          | 1–3     | أورلاندو بيراتس        | 0–1           | 1–2           |
| موتشودي سنتر تشيفز              | 0–7     | تي بي مازيمبي          | 0–1           | 0–6           |
| فيتال أو                        | 0–2     | إينوغو رينجرز          | 0–0           | 0–2           |
| ريكرياتيفو ديسبورتيفو دو ليبولو | 4–2     | المريخ                 | 2–1           | 2–1           |
| شبيبة بجاية                     | 1–1 (خ) | أشانتي كوتوكو          | 0–0           | 1–1           |
| بريميرو دي أغوستو               | 0–2     | الترجي الرياضي التونسي | 0–1           | 0–1           |
| الفتح الرياضي                   | 3–1     | يونيون دوالا           | 3–0           | 0–1           |
| سيوي سبورت                      | 5–4     | الهلال                 | 4–1           | 1–3           |
| أفاد دجيكانو                    | 1–3     | القطن                  | 0–1           | 1–2           |
| كاسا سبورت                      | 1–4     | الملعب المالي          | 1–2           | 0–2           |
| كانو بيلارس                     | 4–4 (خ) | إيه سي ليوباردز        | 4–1           | 0–3           |
| أسفا ينينغا                     | 4–5     | وفاق سطيف              | 2–1           | 2–4           |

### الدور الثاني
| الفريق الأول            | إجم.        | الفريق الثاني                   | مباراة الذهاب | مباراة الإياب |
| ----------------------- | ----------- | ------------------------------- | ------------- | ------------- |
| الزمالك                 | 3–3 (خ)     | سانت جورج                       | 1–1           | 2–2           |
| النادي الرياضي البنزرتي | 1–2         | الأهلي                          | 0–0           | 1–2           |
| أورلاندو بيراتس         | 3–2         | تي بي مازيمبي                   | 3–1           | 0–1           |
| إينوغو رينجرز           | 1–3         | ريكرياتيفو ديسبورتيفو دو ليبولو | 0–0           | 1–3           |
| شبيبة بجاية             | 0–1         | الترجي الرياضي التونسي          | 0–0           | 0–1           |
| الفتح الرياضي           | 1–1 (خ)     | سيوي سبورت                      | 1–1           | 0–0           |
| القطن                   | 3–0         | الملعب المالي                   | 3–0           | 0–0           |
| إيه سي ليوباردز         | 4–4 (5–4 ر) | وفاق سطيف                       | 3–1           | 1–3           |

## مرحلة المجموعات

### المجموعة أ
| الفريق          | لعب | ف | ت | خ | أ.له | أ.ع | أ.ف | نقاط |  | AHL | ORL | ZAM | LEO |
| --------------- | --- | - | - | - | ---- | --- | --- | ---- |  | --- | --- | --- | --- |
| الأهلي          | 6   | 3 | 2 | 1 | 8    | 7   | +1  | 11   |  | —   | 0–3 | 4–2 | 2–1 |
| أورلاندو بيراتس | 6   | 2 | 2 | 2 | 8    | 4   | +4  | 8    |  | 0–0 | —   | 4–1 | 0–0 |
| الزمالك         | 6   | 2 | 1 | 3 | 10   | 12  | −2  | 7    |  | 1–1 | 2–1 | —   | 4–1 |
| إيه سي ليوباردز | 6   | 2 | 1 | 3 | 4    | 7   | −3  | 7    |  | 0–1 | 1–0 | 1–0 | —   |

1. 1 2  Zamalek are ranked ahead of AC Léopards on head-to-head record.

| الفريق          | لعب | ف | ت | خ | أ.له | أ.ع | أ.ف | نقاط |
| --------------- | --- | - | - | - | ---- | --- | --- | ---- |
| الزمالك         | 2   | 1 | 0 | 1 | 4    | 2   | +2  | 3    |
| إيه سي ليوباردز | 2   | 1 | 0 | 1 | 2    | 4   | −2  | 3    |

| أورلاندو بيراتس | 0–0   | إيه سي ليوباردز |
| --------------- | ----- | --------------- |
|                 | تقرير |                 |

| الزمالك | 1–1   | الأهلي                |
| ------- | ----- | --------------------- |
| جعفر 8' | تقرير | أبو تريكة 54' (ركلة.) |

ملاحظة: مباراة الزمالك والأهلي تم تأجيلها لأسباب أمنية في مصر.
| إيه سي ليوباردز   | 1–0   | الزمالك |
| ----------------- | ----- | ------- |
| Ntela 37' (ركلة.) | تقرير |         |

| الأهلي | 0–3   | أورلاندو بيراتس                              |
| ------ | ----- | -------------------------------------------- |
|        | تقرير | نتشومايلو 12' · جالي 73' (ركلة.) · مييني 76' |

| إيه سي ليوباردز | 0–1   | الأهلي     |
| --------------- | ----- | ---------- |
|                 | تقرير | سليمان 41' |

| أورلاندو بيراتس                                   | 4–1   | الزمالك      |
| ------------------------------------------------- | ----- | ------------ |
| باسيلا 27' · سيغوليلا 52' · مييني 74' · Klate 82' | تقرير | شيكابالا 29' |

| الأهلي                  | 2–1   | إيه سي ليوباردز |
| ----------------------- | ----- | --------------- |
| السعيد 37' · سليمان 68' | تقرير | Beaullia 84'    |

| الزمالك                           | 2–1   | أورلاندو بيراتس |
| --------------------------------- | ----- | --------------- |
| عبد الملك 6' (ركلة.) · سليمان 51' | تقرير | باسيلا 33'      |

| إيه سي ليوباردز | 1–0   | أورلاندو بيراتس |
| --------------- | ----- | --------------- |
| بيسيكي 72'      | تقرير |                 |

| الأهلي                                                     | 4–2   | الزمالك           |
| ---------------------------------------------------------- | ----- | ----------------- |
| سليمان 9' · عبد الظاهر 15' · أبو تريكة 52' · أحمد فتحي 71' | تقرير | جابر 4' · حسن 82' |

| الزمالك                                      | 4–1   | إيه سي ليوباردز  |
| -------------------------------------------- | ----- | ---------------- |
| إبراهيم 33' · شيكابالا 45+1' · جعفر 57'، 65' | تقرير | Bhebey Ndey ‏ 26' |

| أورلاندو بيراتس | 0–0   | الأهلي |
| --------------- | ----- | ------ |
|                 | تقرير |        |

### المجموعة ب
| الفريق                          | لعب | ف | ت | خ | أ.له | أ.ع | أ.ف | نقاط |  | EST | COT | SEW | LIB |
| ------------------------------- | --- | - | - | - | ---- | --- | --- | ---- |  | --- | --- | --- | --- |
| الترجي الرياضي التونسي          | 6   | 5 | 0 | 1 | 9    | 4   | +5  | 15   |  | —   | 2–0 | 1–0 | 3–2 |
| القطن                           | 6   | 2 | 2 | 2 | 5    | 6   | −1  | 8    |  | 1–2 | —   | 1–0 | 2–1 |
| سيوي سبورت                      | 6   | 1 | 2 | 3 | 5    | 6   | −1  | 5    |  | 0–1 | 0–0 | —   | 3–1 |
| ريكرياتيفو ديسبورتيفو دو ليبولو | 6   | 1 | 2 | 3 | 8    | 11  | −3  | 5    |  | 1–0 | 1–1 | 2–2 | —   |

1. 1 2  Séwé Sport are ranked ahead of Recreativo do Libolo on head-to-head record.

| الفريق                          | لعب | ف | ت | خ | أ.له | أ.ع | أ.ف | نقاط |
| ------------------------------- | --- | - | - | - | ---- | --- | --- | ---- |
| سيوي سبورت                      | 2   | 1 | 1 | 0 | 5    | 3   | +2  | 4    |
| ريكرياتيفو ديسبورتيفو دو ليبولو | 2   | 0 | 1 | 1 | 3    | 5   | −2  | 1    |

| ريكرياتيفو ديسبورتيفو دو ليبولو | 1–0   | الترجي الرياضي التونسي |
| ------------------------------- | ----- | ---------------------- |
| أغوينالدو 90+4'                 | تقرير |                        |

| سيوي سبورت                       | 3–1   | ريكرياتيفو ديسبورتيفو دو ليبولو |
| -------------------------------- | ----- | ------------------------------- |
| Zougoula 24'، 39'، 45+4' (ركلة.) | تقرير | Sidnei 34'                      |

| الترجي الرياضي التونسي      | 2–0   | القطن |
| --------------------------- | ----- | ----- |
| بلايلي 61' · المساكني 90+1' | تقرير |       |

| القطن        | 1–0   | سيوي سبورت |
| ------------ | ----- | ---------- |
| Yougouda 58' | تقرير |            |

Note: The Coton Sport v Séwé Sport match of Matchday 1 was postponed due to FIFA's suspension on 4 July 2013 of the الكاميرون، which was lifted on 22 July 2013.
| القطن                     | 2–1   | ريكرياتيفو ديسبورتيفو دو ليبولو |
| ------------------------- | ----- | ------------------------------- |
| Yougouda 31' · Mbongo 47' | تقرير | روبن غوفيا 89'                  |

| سيوي سبورت | 0–1   | الترجي الرياضي التونسي |
| ---------- | ----- | ---------------------- |
|            | تقرير | الدراجي 48'            |

| الترجي الرياضي التونسي | 1–0   | سيوي سبورت |
| ---------------------- | ----- | ---------- |
| يحيى 58'               | تقرير |            |

| ريكرياتيفو ديسبورتيفو دو ليبولو | 1–1   | القطن    |
| ------------------------------- | ----- | -------- |
| أغوينالدو 24'                   | تقرير | يدان 32' |

| الترجي الرياضي التونسي       | 3–2   | ريكرياتيفو ديسبورتيفو دو ليبولو |
| ---------------------------- | ----- | ------------------------------- |
| ندجينغ 2'، 80' · الدراجي 53' | تقرير | روبن غوفيا 46'، 55'             |

| سيوي سبورت | 0–0   | القطن |
| ---------- | ----- | ----- |
|            | تقرير |       |

| ريكرياتيفو ديسبورتيفو دو ليبولو        | 2–2   | سيوي سبورت              |
| -------------------------------------- | ----- | ----------------------- |
| جواو توماس 4' · نونو سيلفا 11' (ركلة.) | تقرير | Halidou 8' · Binaté 41' |

| القطن        | 1–2   | الترجي الرياضي التونسي           |
| ------------ | ----- | -------------------------------- |
| كاميلو 90+1' | تقرير | خالد الغرسلاوي 7' · العكايشي 24' |

## مرحلة خروج المغلوب
|  | نصف النهائي | نصف النهائي            | نصف النهائي | نصف النهائي | نصف النهائي |   |                 | النهائي         | النهائي | النهائي | النهائي | النهائي |  |
|  |             |                        |             |             |             |   |                 |                 |         |         |         |         |  |
|  | 1           | أورلاندو بيراتس (خ)    | 0           | 1           | 1           |   |                 |                 |         |         |         |         |  |
|  | 1           | أورلاندو بيراتس (خ)    | 0           | 1           | 1           |   |                 |                 |         |         |         |         |  |
|  | 4           | الترجي الرياضي التونسي | 0           | 1           | 1           |   |                 |                 |         |         |         |         |  |
|  | 4           | الترجي الرياضي التونسي | 0           | 1           | 1           |   | أورلاندو بيراتس | أورلاندو بيراتس | 1       | 0       | 1       |         |  |
|  |             |                        |             |             |             |   | أورلاندو بيراتس | أورلاندو بيراتس | 1       | 0       | 1       |         |  |
|  |             |                        | الأهلي      | الأهلي      | 1           | 2 | 3               |                 |         |         |         |         |  |
|  | 3           | القطن                  | الأهلي      | الأهلي      | 1           | 2 | 3               | 1               | 1       | 2 (6)   |         |         |  |
|  | 3           | القطن                  |             |             |             |   |                 |                 |         | 2 (6)   |         |         |  |
|  | 2           | الأهلي (ج.)            | 1           | 1           | 2 (7)       |   |                 |                 |         |         |         |         |  |

### نصف النهائي
| الفريق الأول    | إجم.        | الفريق الثاني          | مباراة الذهاب | مباراة الإياب |
| --------------- | ----------- | ---------------------- | ------------- | ------------- |
| أورلاندو بيراتس | 1–1 (خ)     | الترجي الرياضي التونسي | 0–0           | 1–1           |
| القطن           | 2–2 (6–7 ر) | الأهلي                 | 1–1           | 1–1           |

### النهائي
| أورلاندو بيراتس | 1–1   | الأهلي        |
| --------------- | ----- | ------------- |
| ماتلابا 90+3'   | تقرير | أبو تريكة 14' |

| الأهلي                         | 2–0   | أورلاندو بيراتس |
| ------------------------------ | ----- | --------------- |
| أبو تريكة 54' · عبد الظاهر 78' | تقرير |                 |

## وصلات خارجية
- دوري أبطال أفريقيا